# Aliño italiano

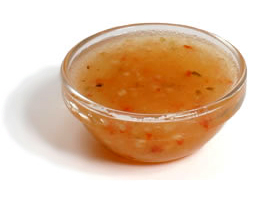
Aliño Italiano.

Aliño italiano (en inglés Italian dressing) se trata de un aliño para ensaladas en la cocina estadounidense.

## Características
El aliño italiano es una mezcla homogénea de agua, aceite, vinagre, zumo de limón, pimienta negra, cebollas finamente picadas y pimiento, a menudo también se le añade un componente dulce como es el azúcar o fructosa, siropes de maíz. Se le añade además una variedad de especias que pueden incluir ajo, orégano, hinojo, eneldo y sal. En Italia es conocido este aliño como una simple vinagreta elaborada con vinagre y aceite de oliva aunque allí las ensaladas son normalmente condimentadas con aceite de oliva, vinagre, sal, y pimienta negra, pero no con una vinagreta pre-mezclada, como en los Estados Unidos.